# Lovčičky

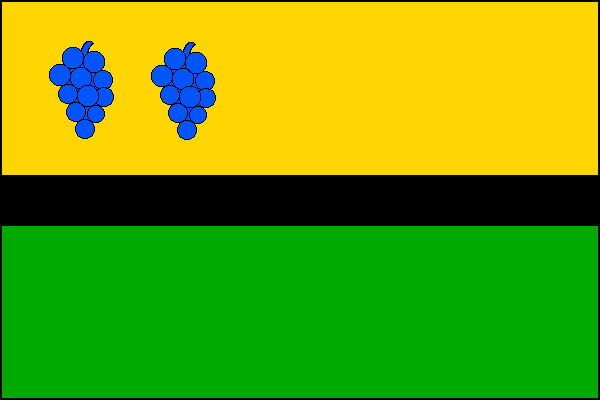
Lovčičkys fana

Lovčičky är en ort i Mähren, Tjeckien, belägen cirka 20 km nordost om Brno. Befolkningen uppgick till 563 invånare i början av 2008.